# Vilingili (Addu-Atoll)
Vilingili, historisch vereinzelt: Wilingili, ist eine Insel des Addu-Atolls im Inselstaat Malediven in der Lakkadivensee (Indischer Ozean).

## Geographie
Die Insel liegt auf einer Riffplattform im Südwesten des Atolls. Nordwestlich, getrennt durch den Gan Channel, liegt Gan, nordöstlich, getrennt durch den Vilingili Channel, liegt eine weitere Riffplattform mit vielen kleinen Inseln.
Auf Vilingili befindet sich die höchste Erhebung der Malediven mit 5,1 m über dem Meeresspiegel.

## Tourismus
Im Jahr 2005 unterzeichnete Maumoon Abdul Gayoom, der damalige Präsident der Malediven, einen Vertrag mit der Hotelgruppe Shangri-La Hotels and Resorts über den Bau des ersten Luxusresorts auf dem Addu-Atoll. Die Eröffnung erfolgte im Juli 2009.
Wegen des Corona-Virus ist das Nobelhotel geschlossen und wurde im November 2022 renoviert.